# Bouligny
Bouligny – miejscowość i gmina we Francji, w regionie Grand Est, w departamencie Moza.
Według danych na rok 1990 gminę zamieszkiwało 2951 osób, a gęstość zaludnienia wynosiła 269 osób/km² (wśród 2335 gmin Lotaryngii Bouligny plasuje się na 150. miejscu pod względem liczby ludności, natomiast pod względem powierzchni na miejscu 536.).